# 하야시촌 (이시카와현)
하야시촌(林村)은 이시카와현 이시카와군에 설치되었던 촌이다.